# Сахаров, Георгий Николаевич
Георгий Николаевич Сахаров — советский инженер, учёный, лауреат Сталинской премии.

## Биография
Годы жизни пока установить не удалось, приблизительно 1913—1990.
Окончил МВТУ (1935) и аспирантуру (1937).
В 1930—1950 гг. работал на Московском инструментальном заводе в должностях от инженера до главного конструктора.
С 1949 г. по совместительству преподавал и вёл научную работу в Московском станкоинструментальном институте.
В 1965—1985 зав. кафедрой «Инструментальная техника и технология формообразования» (ИТиТФ).
Доктор технических наук (1974), профессор.

## Сочинения
- Проектирование металлорежущих инструментов [Текст] : учебное пособие / И. И. Семенченко, В. М. Матюшин, Г. Н. Сахаров ; . — Москва : Государственное научно-техническое издательство машиностроительной литературы, 1962. — 952 с. : ил. — Библиогр.: с.949
- Металлорежущие инструменты [Текст] : учебник для студентов машиностроительных специальностей вузов / [Г. Н. Сахаров [и др.]. — Москва : Машиностроение, 1989. — 325, [2] с. : ил. ; 23 см. — (Для вузов). — Авт. указаны на обороте тит.л. — Библиогр.: с. 325—326. — ISBN 5-217-00338-3 (в пер.)
- Затачивание червячных фрез [Текст] / Доц. канд. техн. наук Г. Н. Сахаров ; М-во высш. образования СССР. Моск. станкоинструм. ин-т им. И. В. Сталина. Кафедра «Инструм. производство». — 2-е изд., испр. и доп. — Москва : [б. и.], 1958. — 37 с., 1 л. черт. : ил.; 20 см.
- Особенности работы червячных фрез для нарезания зубчатых колес с зацеплением Новикова [Текст] / Г. Н. Сахаров, Г. Н. Кирсанов. — Москва : [б. и.], 1964. — 36 с. : черт.; 22 см. — (Передовой научно-технический и производственный опыт/ Гос. ком. Совета Министров РСФСР по координации науч.-исслед. работ. Гос. науч.-исслед. ин-т науч. и техн. информации; № 6-64-335/11).
- Проектирование инструмента для нарезания зубчатых колес с зацеплением Новикова [Текст] / Канд. техн. наук Г. Н. Сахаров, инж. Г. Н. Кирсанов. — Москва : [б. и.], 1964. — 36 с. : черт.; 21 см. — (Передовой научно-технический и производственный опыт/ Гос. ком. Совета Министров РСФСР по координации науч.-исслед. работ. Гос. науч.-исслед. ин-т науч. и техн. информации; № 6-64-270/10).
- Обкаточные инструменты [Текст] : производственно-практическое издание / Г. Н. Сахаров. — М. : Машиностроение, 1983. — 229 с.
- Вопросы теории обкаточных инструментов: Дис. на соиск. учен. степ. докт. техн. наук / Г. Н. Сахаров. -М., 1974. 375 с.
- Сахаров Г. Н., Арбузов О. Б., Боровой Ю. Л. и др. Металлорежущие инструменты. М.: Машиностроение, 1989

## Награды
Сталинская премия 1949 года — за разработку нового технологического процесса изготовления зуборезного инструмента. Награждён орденом Трудового Красного Знамени.